# Gu Xiaoli
Gu Xiaoli (chiń. 顧曉黎 ur. 25 marca 1971 w Pulandian) – chińska wioślarka. Brązowa medalistka olimpijska z Barcelony.
Zawody w 1992 były jej pierwszymi igrzyskami olimpijskimi. Po medal sięgnęła w dwójce podwójnej, tworzyła ją również Lu Huali. W 1993 zdobyła złoto mistrzostw świata w czwórce podwójnej. Brała udział w igrzyskach olimpijskich w 1996.